# Liesette Bruinsma
Liesette Bruinsma (Wommels, 9 settembre 2000) è una nuotatrice paralimpica olandese che gareggia negli eventi per atleti con disabilità visive.

## Carriera
Bruinsma ha gareggiato per la prima volta per la nazionale olandese a Glasgow nel 2014. La sua prima grande competizione internazionale è stata ai Campionati europei di nuoto paralimpico di Madeira nel 2016 dove ha gareggiato in sei eventi e ha vinto una medaglia in cinque di essi, tre delle quali erano d'oro: 400 metri stile libero classe S11, 100 metri rana classe SB11 e 200 metri misti classe SM11.
Nello stesso anno Bruinsma ha fatto il suo debutto ai Giochi paralimpici di Rio de Janeiro vincendo cinque medaglie tra cui due ori conquistati nei 200 metri misti individuali classe S11 e nei 400 metri stile libero classe S11
.
I Paesi Bassi non hanno inviato una squadra ai Campionati mondiali di nuoto paralimpico tenutesi a Città del Messico nel 2017, ma Bruinsma ha comunque dominato ai Campionati europei di nuoto paralimpico del 2018 a Dublino vincendo quattro medaglie d'oro e battendo due record mondiali, portando così il suo bottino di titoli ai Campionati europei a sette.
Ha gareggiato ai Giochi paralimpici di Tokyo vincendo due medaglie d'argento nei 400 metri stile libero femminili classe S11 e nei 100 metri stile libero femminili classe S11. Tre anni dopo vince l'oro nei 400 metri stile libero e l'argento nei 100 metri dorso alle Paralimpiadi di Parigi.

## Controversie
Durante le Paralimpiadi estive del 2020 di Tokyo, Bruinsma ha sollevato proteste contro la vittoria delle nuotatrici cinesi che furono accettate dal comitato organizzatore delle Paralimpiadi che annullarono la competizione. Ciò ha portato a un'enorme rabbia e proteste sui social media cinesi. La competizione è stata ripetuta il 29 agosto 2021 e le due nuotatrici cinesi hanno vinto di nuovo l'oro e l'argento mentre Bruinsma è arrivata quarta.

## Palmarès

### Giochi paralimpici
| Anno | Manifestazione                 | Sede           | Evento                            | Risultato | Note |
| ---- | ------------------------------ | -------------- | --------------------------------- | --------- | ---- |
| 2016 | XV Giochi paralimpici estivi   | Rio de Janeiro | 200 metri misti classe S11        | Oro       |      |
| 2016 | XV Giochi paralimpici estivi   | Rio de Janeiro | 400 metri stile libero classe S11 | Oro       |      |
| 2016 | XV Giochi paralimpici estivi   | Rio de Janeiro | 100 metri farfalla classe S11     | Argento   |      |
| 2016 | XV Giochi paralimpici estivi   | Rio de Janeiro | 50 metri stile libero classe S11  | Bronzo    |      |
| 2016 | XV Giochi paralimpici estivi   | Rio de Janeiro | 100 metri stile libero classe S11 | Bronzo    |      |
| 2021 | XVI Giochi paralimpici estivi  | Tokyo          | 400 metri stile libero classe S11 | Argento   |      |
| 2021 | XVI Giochi paralimpici estivi  | Tokyo          | 50 metri stile libero classe S11  | Argento   |      |
| 2024 | XVII Giochi paralimpici estivi | Parigi         | 100 metri stile libero classe S11 | Argento   |      |
| 2024 | XVII Giochi paralimpici estivi | Parigi         | 400 metri stile libero classe S11 | Oro       |      |

### Mondiali
| Anno | Manifestazione               | Sede       | Evento                            | Risultato | Note |
| ---- | ---------------------------- | ---------- | --------------------------------- | --------- | ---- |
| 2022 | Campionati mondiali di nuoto | Madeira    | 50 metri stile libero classe S11  | Argento   |      |
| 2022 | Campionati mondiali di nuoto | Madeira    | 100 metri stile libero classe S11 | Argento   |      |
| 2022 | Campionati mondiali di nuoto | Madeira    | 400 metri stile libero classe S11 | Bronzo    |      |
| 2023 | Campionati mondiali di nuoto | Manchester | 100 metri stile libero classe S11 | Oro       |      |
| 2023 | Campionati mondiali di nuoto | Manchester | 400 metri stile libero classe S11 | Oro       |      |
| 2023 | Campionati mondiali di nuoto | Manchester | 50 metri stile libero classe S11  | Argento   |      |
| 2023 | Campionati mondiali di nuoto | Manchester | 200 metri misti classe S11        | Bronzo    |      |

### Europei
| Anno | Manifestazione              | Sede    | Evento                                 | Risultato | Note |
| ---- | --------------------------- | ------- | -------------------------------------- | --------- | ---- |
| 2016 | Campionati europei di nuoto | Funchal | 200 metri individuali misti classe S11 | Oro       |      |
| 2016 | Campionati europei di nuoto | Funchal | 400 metri stile libero classe S11      | Oro       |      |
| 2016 | Campionati europei di nuoto | Funchal | 100 metri stile libero classe S11      | Oro       |      |
| 2016 | Campionati europei di nuoto | Funchal | 50 metri stile libero classe S11       | Argento   |      |
| 2016 | Campionati europei di nuoto | Funchal | 200 metri individuali misti classe S11 | Bronzo    |      |
| 2018 | Campionati europei di nuoto | Dublino | 200 metri individuali misti classe S11 | Oro       |      |
| 2018 | Campionati europei di nuoto | Dublino | 400 metri stile libero classe S11      | Oro       |      |
| 2018 | Campionati europei di nuoto | Dublino | 100 metri stile libero classe S11      | Oro       |      |
| 2018 | Campionati europei di nuoto | Dublino | 100 metri farfalla classe S11          | Oro       |      |
| 2018 | Campionati europei di nuoto | Dublino | 50 metri stile libero classe S11       | Argento   |      |